# Cyaneidae
Famille
Les Cyaneidae forment une famille de méduses de l'ordre des Semaeostomeae. Ces méduses ont un long manubrium formé de 4 bras.

## Liste des genres
Selon World Register of Marine Species (20 janvier 2016) :
- genre Cyanea Péron & Lesueur, 1810 -- 10 espèces
- genre Desmonema Agassiz, 1862 -- 4 espèces

Selon ITIS :
- genre  Cyanea Péron et Lesueur, 1809
- genre Desmonema Agassiz, 1862
- genre Drymonema Haeckel, 1880 (ce genre a été retiré des Cyaneidae en 2010[3])

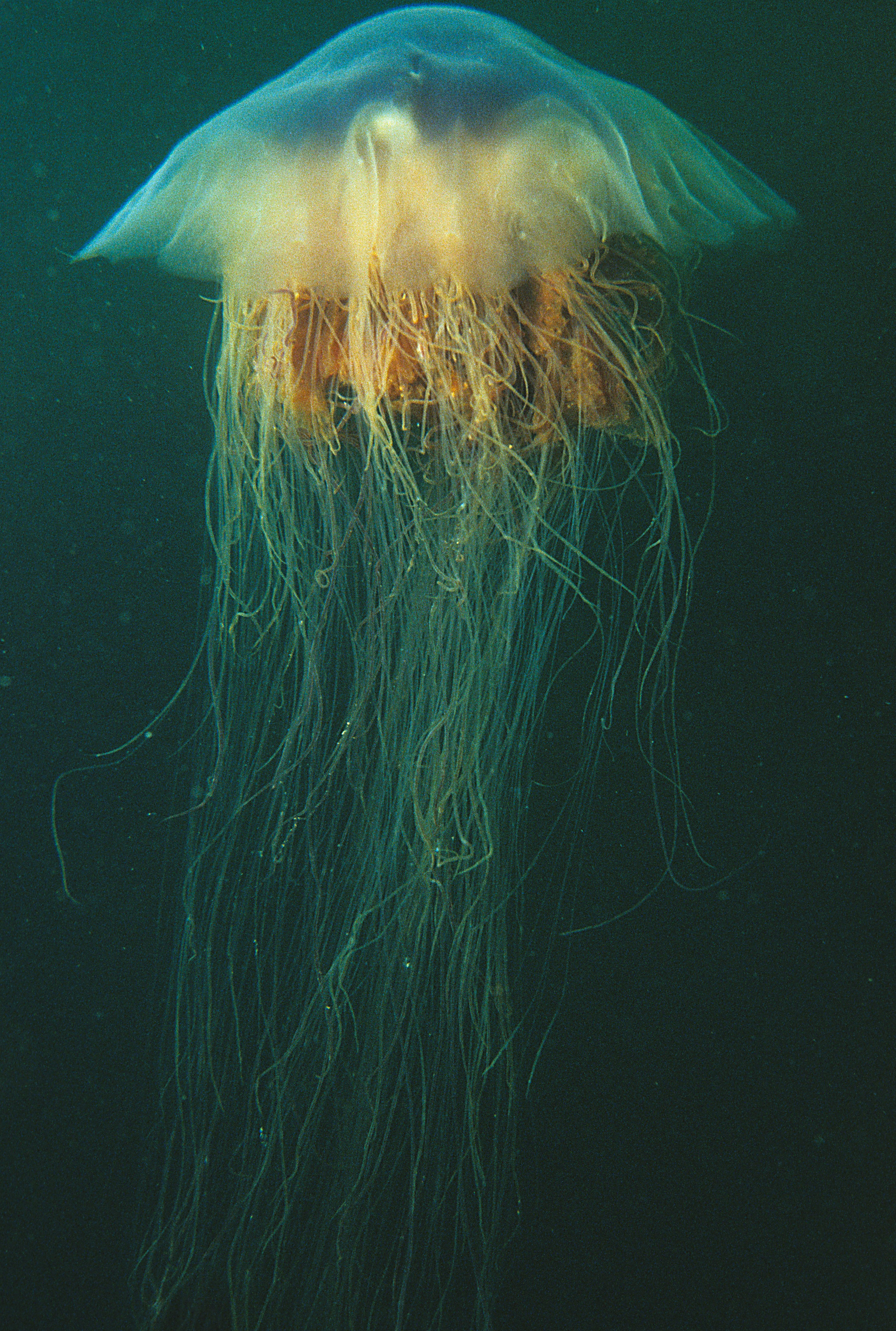
Cyanea capillata
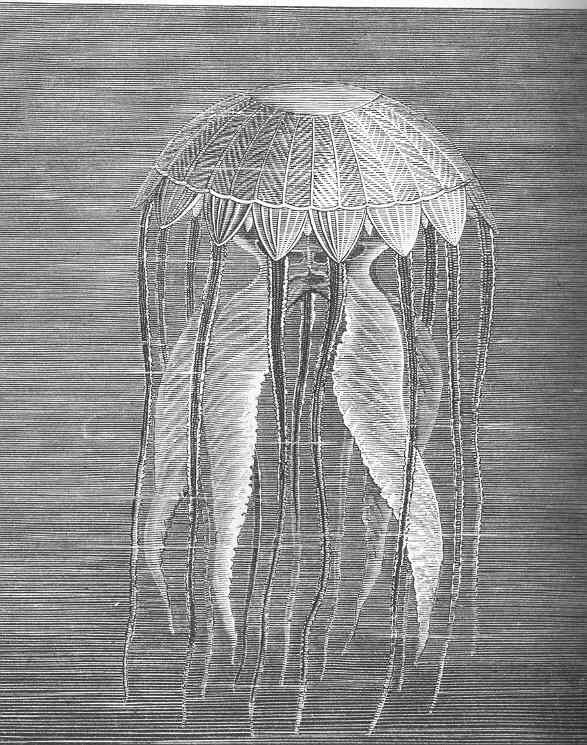
Desmonema gaudichaudi